# یودای توبایتا
یودای توبایتا (ژاپنی: 飛田 裕大؛ زادهٔ ۱۵ اوت ۱۹۹۶) یک بازیکن فوتبال اهل ژاپن است.
از باشگاه‌هایی که در آن بازی کرده‌است می‌توان به باشگاه ورزشی یوکوهاما اشاره کرد.